# Dolar Lafayette
Dolar Lafayette – oficjalna srebrna moneta bulionowa Stanów Zjednoczonych o nominale 1 USD bita w 1899 roku na okoliczność uczestnictwa Stanów Zjednoczonych w Paryskiej Wystawie Światowej z 1900 roku. Moneta zaprojektowana została przez rzeźbiarza Charlesa E. Barbera. Na awersie uwiecznieni zostali generał Lafayette oraz prezydent Jerzy Waszyngton, na rewersie zaś postać generała na koniu. Dolar Lafayette był do 1983 roku jedyną srebrną monetą pamiątkową wybitą w Stanach Zjednoczonych i pierwszą amerykańską monetą przedstawiającą obywateli USA.
Począwszy od 1898 roku, prominentni Amerykanie dążyli do postawienia w Paryżu pomnika ku czci generała Lafayetta, bohatera amerykańskiej rewolucji pochodzącego z Francji. Wśród aktywistów znajdował się między innymi przedsiębiorca z Chicago – Ferdynand Peck, którego prezydent William McKinley wybrał jako przedstawiciela USA w ramach paryskiej wystawy. Peck wpisał propozycję postawienia pomnika w oficjalne amerykańskie plany wobec Światowej Wystawy roku 1900 i wskazał Komisje Budowy Pomnika Lafayetta jako odpowiedzialną za zbiórkę środków finansowych. Jedną z obranych strategii pozyskania finansów stała się pamiątkowa jedno-dolarówka zatwierdzona przez amerykański Kongres 3 marca 1899 roku.
Awers monety stanowią połączone popiersia Lafayetta i Waszyngtona. Barber utrzymywał, że inspiracją dla jego dzieła była rzeźba Waszyngtona autorstwa Jean-Antoine Houdona i medal ukazujący postać Lafayetta w wykonaniu Francois-Augustina Caunoisa. Przy projektowaniu rewersu, Barber użył wstępnego szkicu planowanego monumentu wykonanego przez Paula Waylanda Bartletta, którego nazwisko widnieje na podstawie pomnika ukazanego na odwrocie monety. Komisji nie udało się sprzedać całości nakładu monet i 14,000 sztuk zostało później przetopionych przez amerykański Departament Skarbu. Dolar Lafayette osiąga dziś ceny w przedziale od kilkuset do kilkudziesięciu tysięcy USD w zależności od swojego stanu.